# Gewellter Speckkäfer
Der Gewellte Speckkäfer (Megatoma undata) ist ein Käfer aus der Familie der Speckkäfer. Die artenarme Gattung Megatoma ist weltweit mit 25 Arten in vier Untergattungen vertreten, in Europa mit fünf Arten in zwei Untergattungen. Megatoma undata gehört zur Untergattung Megatoma.
Der seltene Käfer Megatoma undata wird in der Roten Liste Bayern als gefährdet (Kategorie 3) geführt.

## Bemerkungen zum Namen
Der weit verbreitete Käfer wurde bereits 1758 in der berühmten 10. Auflage von Linnés Systema Naturae beschrieben und führt dort den Namen Dermestes undatus. Die Beschreibung enthält den Satzteil fascia lineari alba duplici undulata (lat. „mit einer doppelten weißen gewellten Querbinde“). Dies erklärt den Artnamen undata von lat. „undātus, a, um“ für „wellenförmig“.
Die Gattung Megatoma wurde 1792 von Herbst aufgestellt. Der Gattungsname Megatoma ist von altgriechisch μέγας mégas, deutsch ‚groß‘ und τομή tomē, deutsch ‚Abschnitt‘ abgeleitet. Er bezieht sich auf die drei langen Endabschnitte (Glieder) der Fühler. Mit dem Merkmal „drei große Gelenke am Ende der Fühlhörner“ trennte Herbst in Unkenntnis des Sexualdimorphismus die Männchen des gewellten Speckkäfers als neue Art Megatoma undulata (Abb. 3) von den Weibchen Dermestes undatus, deren Fühlerkeule kompakter gebaut sind (Abb. 6), hebt aber gleichzeitig die große Ähnlichkeit hervor.

## Eigenschaften des Käfers
|                                                 |                                           |
| Abb. 1: ♀ in Aufsicht (Foto U. Schmidt)         |                                           |
|                                                 |                                           |
| Abb. 2: ♂ von unten                             |                                           |
|                                                 |                                           |
| Abb. 3: ♂ bei Herbst 1806 als Megatoma undulata | Abb. 4: Kopf seitlich in Ruhehaltung      |
|                                                 |                                           |
| Abb. 5: Oberlippe und                           | Abb. 6: Fühler nach Reitter               |
|                                                 |                                           |
| Abb. 7: Klaue von unten rechtes Vorderbein      | Abb. 8: Behaarung, Ausschnitt Flügeldecke |
|                                                 |                                           |
| Abb. 9: Seitenansicht bei Ruhestellung          | Abb. 10: Kopf, Pfeilspitze auf Einzelauge |

Der Käfer hat eine Länge von vier bis sechs Millimetern bei einer Breite von 1,7 bis 2,5 Millimetern. Sein Umriss ähnelt grob dem eines Stadions: die Seiten verlaufen parallel (bei den Weibchen verbreitern sie sich nach hinten wenig), die Enden der Flügeldecken und der Halsschild bilden je ein Halbrund. Je nachdem, ob der Kopf zum Erkunden der Umgebung vorgestreckt ist (Taxobild und Abb. 1) oder zum Schutz und in Ruhelage untergeschlagen getragen wird (Abb. 4), ragt er deutlich oder nur wenig über diesen Umriss hinaus. Durch seine schwarze Färbung mit einer charakteristischen weißen Zeichnung unterscheidet der Käfer sich von allen anderen Arten mit ähnlicher Form. Die Grundfarbe ist beim ausgefärbten Käfer schwarz (anfangs braun). Sie wird durch eine dunkle feine und anliegende Behaarung verstärkt (Mitte in Abb. 8). In diese Grundbehaarung sind weiße Borstenhaare entweder vereinzelt eingestreut (in Abb. 8 links) oder dicht gestellt (in Abb. 8 rechts). So erscheinen die beiden Hinterecken des Halsschilds und ein Fleck vor dem Schildchen sowie zwei gezackte Querbinden auf den Flügeldecken weiß.
Der rundliche Kopf (Abb. 10) kann zum Schutz bis zu den Augen in den Halsschild zurückgezogen werden. Er wird in Ruhelage untergebogen getragen und ist dann von oben weitgehend nicht sichtbar. Die Fühler werden dann in eine Mulde der Vorderbrust eingelegt, eine Fühlerrinne ist nicht ausgebildet. Die Augen sind groß und stehen fast halbkugelförmig ab. Die elfgliedrigen, meist schwarzen Fühler sind vor den Augen eingelenkt. Sie sind pubeszent behaart und enden in einer dreigliedrigen Keule, deren mittleres Glied das kleinste ist. Beim Weibchen ist die Fühlerkeule kompakt gebaut (Abb. 6 oben), beim Männchen dagegen ist insbesondere das Endglied lang und zugespitzt (Abb. 6 unten). Vom dritten bis zum achten Fühlerglied sind die Fühler oft bräunlich. Der Kopf ist wie der Halsschild dicht punktiert. Die Oberlippe ist vorn etwas ausgebuchtet und mit einem dicht bewimperten Hautsaum umgeben (Abb. 5). Die kurzen Oberkiefer sind an der Spitze ausgeschnitten. Das Endglied der viergliedrigen Kiefertaster ist länger als die vorherigen Glieder zusammen, dick, etwas zugespitzt und endet schief abgeschnitten. Die Lippentaster sind dreigliedrig mit zugespitztem Endglied. Die Stirne trägt ein Einzelauge (Pfeilspitze in Abb. 10, durch Alterung in Abb. 1 braun verfärbt).
Der Halsschild ist an der Basis etwa eineinhalb mal so breit wie lang. Der Halsschildseitenrand ist vollständig gekantet.
Das Schildchen ist rundlich und sehr klein.
Die Flügeldecken sind deutlich weniger dicht und feiner punktiert als Kopf und Halsschild. Die vordere Querbinde der Flügeldecken befinden sich vor der Mitte, die hintere weit hinter der Mitte.
Die Beine sind fast kahl. Die Vorderhüften sind quer. Die Vorderschienen sind glatt, nicht gezähnelt. Die Mittelhüften sind einander genähert. Die Schenkel der Beine sind schwärzlich oder pechbraun, Schienen und fünfgliedrige Tarsen sind dunkel rotbraun. Die Klauen sind schwach ausgebildet, leicht gekrümmt und an der Basis mit einem Zähnchen ausgestattet (Abb. 7).

## Larve und Puppe
| |                  |
| Abb. 11: Larve | Abb. 12: Schlupf |
| |                  |
| Abb. 14: Puppe Fig.4 in der Haut des letzten Larven- stadiums, Fig. 5 in Aufsicht, Fig. 6 von schräg unten                                                |                  |
| Abb. 13: Larve von oben, Seite und unten |                  |
| |                  |
| Abb. 15: 7 Fühler, 10,11 Oberkiefer, 14 Unterkiefer mit l Lacinia, gl Galea, mxp Kiefertaster, 15,16 Unterlippe mit lp Lippentaster. Abb. 13-15 aus Kadej |                  |

Die Körperlänge der Larve im letzten Stadium schwankt zwischen fünf und elf Millimetern. Die Larven (Abb. 11 und 13) haben die Form einer Spindel, wobei das dritte Brustsegment und das erste Hinterleibssegment am breitesten sind. Die Rückenplatten sind leicht sklerotisiert, die Bauchplatten durchsichtig und unpigmentiert. Der Kopf ist langgezogen, die Mundwerkzeuge liegen auf der Unterseite. Auf jeder Kopfseite sind fünf Einzelaugen in zwei Bögen angeordnet. Die Fühler (Abb. 15 Fig. 7) sind dreigliedrig, das Endglied dreimal so lang wie breit. Die dunkelbraunen Oberkiefer (Abb. 15 Fig. 10 und 11) haben eine schwarze Spitze und keine Zähne. Die Kiefertaster (mxp in Abb. 15 Fig. 14) sind dreigliedrig, die Lippentaster (Abb. 15 Fig. 15 und 16) sind zweigliedrig. Eine genaue Beschreibung der Mundwerkzeuge findet man bei Kadej.
Alle Brustsegmente sowie die Hinterleibssegmente tragen auf dem Rücken eine Reihe abstehender Borstenhaare am Vorderrand der Rückenplatten, alle Brustsegmente und die ersten acht Hinterleibssegmente sind durch ein Büschel Borstenhaare an den Seiten ausgezeichnet. An den Beinen sind die Schienen etwas kürzer als die Schenkel. Die Borsten an den Klauen sind beim Vorder- und Hinterbein gleich lang.
Die Puppe (Abb. 14) wird fünf bis sieben Millimeter lang.

## Biologie
In Polen findet man die Käfer im Freien von April bis Oktober, in England werden sie im Frühling und Frühsommer gemeldet. Sie können im Jahr ein oder zwei Generationen ausbilden. Sie überwintern als Larve oder als fertiger Käfer.
Die Käfer besuchen Blüten und fressen Pollen. Meist findet man sie jedoch in der Nähe der Brutstätten. Bei warmem Wetter bewegen sie sich in der Sonne sehr flink und fliegen bei Störungen leicht auf. Sie sind aber auch nachts aktiv. Die Eier werden in die von Wildbienen und anderen Hymenopteren besiedelten Löcher abgelegt, aber auch in Käferlöcher. Die Larven ernähren sich von tierischem Detritus (toten Insekten, Larvenhäuten, Insektenexkrementen) aber auch beispielsweise von Insekteneiern oder noch lebenden Insektenpuppen.
Entsprechend findet man die Tiere in Wäldern und an Waldrändern an Holzklaftern und anbrüchigen Stämmen auf, in oder unter der Rinde verschiedener Baumarten, auch Nadelbäumen, oft nahe von saftenden Stellen, aber auch in Bienenkästen, Vogelnestern, Kaninchenbauten, Spinnennetzen oder Insektensammlungen. In Häusern und als Schädlinge treten sie nur ausnahmsweise auf, sie werden vielmehr als Waldbewohner eingestuft.

## Verbreitung
Die Art fehlt zwar auf den Mittelmeerinseln, kommt aber sonst in fast ganz Europa vor. Im Osten ist sie bis nach Sibirien zu finden.